# Solo plezanje
Solo plezanje ali soliranje je način plezanja, kjer plezalec pleza brez soplezalca. Obstajajta dva načina solo plezanja: samovarovanje z uporabo samozatezne naprave, ali prosto soliranje, ki je opravljeno brez varovanja. 
Prosto soliranje predstavlja najčistejši način plezanja, vendar pa je ob enem tudi najnevarnješi. V večini primerov plezalci poznajo plezane smeri, ter so le te precej pod njihovimi dejanskimi zmožnostmi.